# Don't Stop (album Status Quo)
Don't Stop è il 22° album di studio inciso dalla rock band inglese Status Quo, pubblicato nel 1996.

## Il disco
Nel 1995 cade il 30º anniversario dal primo incontro tra i due chitarristi Rossi e Parfitt e la band decide di festeggiare l'evento realizzando un album di cover.
Scelte da una lista di circa 200 canzoni, le 15 tracce esprimono un variegato campionario di generi e stili musicali (in alcuni brani vengono utilizzati perfino strumenti del tutto atipici per il gruppo come la fisarmonica o, addirittura, la cornamusa), ma abilmente riletti in chiave boogie rock secondo il classico stile della band.
L'album vede la partecipazione di artisti come i Beach Boys ai cori del loro vecchio successo Fun, Fun, Fun e Brian May dei Queen che suona la chitarra con Francis Rossi nel brano Raining in My Heart di Buddy Holly.
L'album raggiunse il secondo posto nella classifica britannica.
Per la incisione del brano Fun, Fun, Fun come per il seguente tour intrapreso nel 1996 insieme agli Status Quo, Brian Wilson, membro fondatore dei Beach Boys, accetta di tornare a cantare coi compagni dopo una assenza di oltre 25 anni.

## Tracce
A fianco di ogni traccia viene riportato il nome dell'artista che in origine ha inciso il brano.
1. Fun, Fun, Fun - 4:03 - (Wilson/Love) - The Beach Boys
2. When You Walk in the Room - 4:07 - (DeShannon) - Jackie DeShannon
3. I Can Hear the Grass Grow - 3:24 - (Wood) - The Move
4. You Never Can Tell (It Was a Teenage Wedding) - 3:51 - (Berry) - Chuck Berry
5. Get Back - 3:23 - (Lennon/McCartney) - The Beatles
6. Safety Dance - 3:56 - (Doroschuk) - Men Without Hats
7. Raining in My Heart - 3:33 - (Bryant/Bryant) - Buddy Holly
8. Don't Stop - 3:39 - (McVie) - Fleetwood Mac
9. Sorrow - 4:14 - (Feldman/Goldstein/Gottehrer) - The Mersey nel 1966, David Bowie nel 1973
10. Proud Mary - 3:31 - (Fogerty) - Creedence Clearwater Revival
11. Lucille - 2:58 - (Collins/Penniman) - Little Richard
12. Johnny and Mary - 3:35 - (Palmer) - Robert Palmer
13. Get Out of Denver - 4:09 - (Seger) - Bob Seger
14. The Future's So Bright (I Gotta Wear Shades) - 3:36 - (McDonald) - Timbuk 3’s
15. All Around My Hat - 3:56 - (trad. ar. Hart/Knight/Prior/Johnson/Kemp/Pegrum) - Steeleye Span

### Tracce bonus dell'edizione 2006
1. Tilting at the Mill - 3:26 - (Bown/Edwards/Parfitt/Rich/Rossi)
2. Mortified - 3:22 - (Bown/Edwards/Parfitt/Rich/Rossi)
3. Temporary Friend - 4:12 - (Bown/Edwards/Parfitt/Rich/Rossi)
4. I'll Never Get Over You - 2:48 - (Mills)

## Formazione
- Francis Rossi (chitarra solista, voce)
- Andy Bown (tastiere)
- Rick Parfitt (chitarra ritmica, voce)
- John 'Rhino' Edwards (basso, voce)
- Jeff Rich (percussioni)

## Altri musicisti
- The Beach Boys in Fun, Fun, Fun
- Brian May dei Queen in Raining in My Heart (chitarra)
- Maddy Prior in All Around My Hat (voce)
- George Chandler in Get Back e Proud Mary (cori)
- Tony Jackson in Get Back e Proud Mary (cori)
- Gary Barnacle in Sorrow e Fun, Fun, Fun (sax)
- Stu Brooks in Get Out of Denver, Proud Mary e Get Back (fiati)
- John Thirkell in Get Out of Denver, Proud Mary e Get Back (fiati)
- Pete Thoms in Get Out of Denver, Proud Mary e Get Back (fiati)
- Geraint Watkins in You Never Can Tell e Safety Dance (fisarmonica)
- Troy Donockley in All Around My Hat (cornamusa)
- Tessa Niles in The Future's So Bright e Safety Dance (cori)

## British album chart
| Posizione | 2 | 3 | 8 | 11 | 6 | 12 | 12 | 15 | 25 | 36 | 27 | 49 | 62 | uscito |